# Idioma kavalan
El kavalan (en chino tradicional, 噶瑪蘭; pinyin, Gá mǎ lán), también conocido como kvalan, kebalan o kbalan, fue un idioma hablado por el pueblo kavalan en la costa nororiental de Taiwán. Es una lengua formosana oriental de la familia austronesia.
El kavalan ya no es hablado en su zona original. A partir de 1930, se usaba exclusivamente como lengua familiar. En 1987, aún se hablaba en territorio de los atayales. En el 2000 se recogió que esta lengua seguía siendo hablada por veinticuatro personas, aunque considerada moribunda.
En 2017 un estudio que usaba las parámetros de las especies EDGE, descubrió que el kavalan, aunque en peligro crítico, se encontraba entre las lenguas austronesias léxicamente más diferenciadas.

## Dialectos
El kavalan se compone de las siguientes comunidades de habla ordenadas de norte a sur:
- Kirawan (加禮宛/Jiā lǐ wǎn) – cerca de Hualien, una antigua zona de habla sakizaya.
- Patrungan (新社/Xīn shè) – se encuentra en Fengbin, Hualien.
- Kulis (立德/Lì dé)
- Kralut (樟原/Zhāng yuán)

Estas comunidades de habla del este de Taiwán recibieron su nombre a partir de asentamientos del norte, como Kariawan, Sahut y Tamayan, de donde originalmente emigraron los kavalan. En la actualidad, los hablantes de kavalan están rodeados por los amis.
Tsuchida (1985) apunta que las listas de palabras recogidas por Lamkham y Poting están más cerca del kavalan, mientras que Li (2001) las cuenta como lenguas basaicas.
Muchos kavalan también pueden hablar amis, taiwanés, mandarín y japonés.

## Fonología
En kavalan existen quince consonantes y cuatro vocales.
|             |             | Bilabial | Dental | Alveolar      | Palatal | Velar | Uvular |
| ----------- | ----------- | -------- | ------ | ------------- | ------- | ----- | ------ |
| Nasal       | Nasal       | m        | n      |               |         | ŋ     |        |
| Oclusiva    | sorda       | p        | t      |               |         | k     | q      |
| Oclusiva    | sonora      | b        |        |               |         |       |        |
| Fricativa   | sorda       |          | s      |               |         |       |        |
| Fricativa   | sonora      |          | z      | ɮ [ɮ ~ d]     |         |       | ʁ      |
| Aproximante | Aproximante |          |        | l [l ~ ɫ ~ ɾ] | j       | w     |        |

|         | Anterior | Central | Posterior |
| ------- | -------- | ------- | --------- |
| Cerrada | i        |         | u         |
| Media   |          | ə       |           |
| Abierta | a        |         |           |

En kavalan, los fonemas proto-austronesios (pAN) se han combinado de esta manera:
| Fonemas pAN            | se convierte en |
| ---------------------- | --------------- |
| */n/, */N/, */j/, */ɲ/ | /n/             |
| */t/, */T/, */c/       | /t/             |
| */d/, */D/, */Z/       | /z/             |
| */s/, */S/             | /s/             |
| */q/, */ʔ/, */H/       | desaparecen     |

Los siguientes fonemas proto-austronesios se dividen:
| Fonemas pAN | se divide en                |
| ----------- | --------------------------- |
| */k/        | /q/, /k/                    |
| */l/        | /r/, /ʁ/ (escrito como /R/) |
| */a/        | /i/ (junto a /q/), /a/      |

La lengua kavalan también es notoria por tener un gran grupo de consonantes. Es además una de las dos lenguas formosanas que usan consonantes geminadas, siendo el basay la otra.La geminación consonántica es común también en las lenguas del norte de Filipinas, pero no existe en las centrales excepto por el bikol.

## Gramática

### Morfología
En kavalan, los sustantivos y verbos se distinguen por la ausencia de /a/ en la primera sílaba (sustantivos) o presencia de /a/ (verbos).Las sílabas toman la estructura (C)(C)V(C)(C). El kavalan es además una de los dos lenguas formosanas que usan consonantes geminadas.
Entre los afijos se incluyen:
| Afijo                        | Uso                               |
| ---------------------------- | --------------------------------- |
| m-                           | Foco agente                       |
| -um-/-m-                     | Foco agente                       |
| -in/-n- como variante de ni- | Paciente                          |
| -a                           | Marca de paciente-foco irreal     |
| -an                          | Marca locativa-foco, normalizador |
| -i                           | imperativo, foco paciente         |
| pa-                          | causativo                         |
| qa-                          | futuro                            |

A diferencia de mucho otros idiomas formosanos, no hay un sufijo *-en.

### Sintaxis
Li & Tsuchida (2006:27):
| Caso       | Común       | Personal |
| ---------- | ----------- | -------- |
| Nominativo | a, ya       | a, ya    |
| Oblicuo    | tu          | ta       |
| Genitivo   | na          | ni       |
| Locativo   | sa, ta- -an | -        |

Algunos tipos de foco incluyen:
1. Agente
2. Paciente
3. Locativo
4. Instrumental
5. Beneficiario

### Pronombres
Según Li y Tsuchida (2006:30):
|            |          |          | Nominativo    | Genitivo         | Oblicuo          | Locativo           |
| ---------- | -------- | -------- | ------------- | ---------------- | ---------------- | ------------------ |
| 1ª Persona | singular | singular | aiku, =iku    | zaku, -ku        | timaiku          | tamaikuan          |
| 1ª Persona | plural   | excl.    | aimi, =imi    | zanyaq, -nyaq    | timaimi          | tamaimian          |
| 1ª Persona | plural   | inc.     | aita, =ita    | zata, -ta, -kita | timaita          | tamaitan           |
| 2ª persona | singular | singular | aisu, =isu    | zasu, -su        | timaisuanzen     | tamaisuan          |
| 2ª persona | plural   | plural   | aimu, =imu    | zanumi, -numi    | timaimu          | tamaimuan          |
| 3ª persona | singular | singular | aizipna tiyau | zana, -na        | timaizipna tiyau | tamaizipan tiyauan |
| 3ª persona | plural   | plural   | qaniyau       | zana, -na        | qaniyau          | taqaniyauan        |

### Afijos
Li y Tsuchida (2006:14–24):

#### Prefijos
- i- estativo, relacionado con la ubicación
- kar- movimiento rápido; defectuoso, no perfecto
- ki-, qi- arrancar, recoger
- kin- número de humanos
- lu- plano
- luq(e)- desigual, áspero (usado con verbos estativos)
- m-, -m-, mu-, -u-, -um- agente-foco
- ma-, m- estativo
- maq- de dónde
- mar- sine tipo de forma
- mi- descargar algo del cuerpo
- mri- asentarse; encogerse, acurrucarse
- mrim- una división de (un numeral)
- nan- dos personas (parentesco); numeral distributivo
- ni-, n-, -in-, -n- pasado, perfectivo
- pa- causativo (se usa con verbos activos)
- pa- -an agentivo
- pa-ti marcador personal de los muertos
- paq-, paqa- causativo (usado con verbos estativos)
- paq- subir (a un barco)
- pa-qi- hacer llegar a ser
- pat- hacer un cambio
- pi- poner en, guardar; hacer algo para proteger una parte del cuerpo; cada (tiempo)
- qa- futuro inmediato; montar, tomar (medio de transporte)
- qa- -an lugar de/para
- qaRu- convertirse, transformarse en; transformable en
- qi- recoger, reunir, obtener
- qna- nominativo (se usa con verbos estativos; -an se usa con verbos activos)
- Ra- transformarse en

- Ra-CV- color claro de
- Ri- agarrar, obtener
- Ru- justo ahora; por primera vez
- sa- tener el acontecimiento (fenómeno natural); hacer, fabricar, producir, tener; segregar (fluido corporal); herramienta
- sam-CV- fingir
- saqa- ordinal (numeral)
- si- llevar, poseer, tener
- sia- ir hacia (lugar/dirección); ir al lado (a menudo eufemístico para orinar/defecar)
- sim- recíproco
- siqa- (número de) veces
- smu- dedo
- sna- modelo de, copia de
- su- quitar; mover hacia abajo, al revés, inclinado
- su-CV- apestar u oler a
- tan- hablar el idioma
- taRi- posición, personas en tal posición
- ti- foco instrumental; tomarse el uno al otro (?)
- ti- (-an) foco-beneficiario
- tRi-CV(C)- (-an) descarga (descarga corporal) con control
- u- foco-agente; numeral no humano

#### Sufijos
- -a marcador de foco-paciente irrealis
- -an marcador de foco locativo, nominalizador
- -i imperativo irreal no agente-focalizador

#### Infijos
- -m-, -um- foco-agente
- -n-, -in-, ni- prefectivo